# Amélie Rosseneu
Amélie Rosseneu, née le 18 janvier 1988, est une judokate belge qui évolue dans la catégorie des moins de 48 kg (super-légers).
Elle est membre du Judo Club Yoshi kan de Booischot dans la province d'Anvers.
En couple avec la judokate israélienne Roni Schwartz, Amélie Rosseneu décide de combattre pour Israël à partir de 2014.

## Palmarès
Amélie Rosseneu a fait plusieurs podiums dans des grands tournois internationaux.
- Médaille d'or au Tournoi World Cup de Varsovie 2010.
- Médaille de bronze au Tournoi Grand Chelem de Moscou 2010.
- Médaille d'or au Tournoi World Cup de Bucarest 2012.

Elle a été six fois championne de Belgique.
| Super-légers (-48 kg)   | 2005 | 2006 | 2007 | 2008 | 2009 | 2010 | 2011 | 2012 | 2013 |
| ----------------------- | ---- | ---- | ---- | ---- | ---- | ---- | ---- | ---- | ---- |
| Championnat de Belgique | 3e   | 1re  | 1re  | 1re  | 1re  | -    | -    | 1re  | 1re  |
| Championnats d'Europe   | -    | -    | -    | -    | -    | -    | -    | -    | 5e   |
| Championnats du monde   | -    | x    | -    | x    | 17e  | 17e  | -    | x    | 9e   |
| Jeux olympiques         | x    | x    | x    | -    | x    | x    | x    | -    | x    |